# Gefle Drängar
Gefle Drängar är en manskör i Gävle, grundad år 1976 av ett antal Orphei Drängar-medlemmar i förskingringen. Gefle Drängars huvudengagemang under året är vår- och julkonserterna på Gävle konserthus; utöver dessa görs några mindre framträdanden under året.